# شبرا بلولة السخاوية
شبرا بلولة السخاوية إحدى قرى مركز قطور التابع لمحافظة الغربية بجمهورية مصر العربية. تنتج قرية شبرا بلولة السخاوية التابعة لمركز قطور 2500 طن من الياسمين أي 60% من الإنتاج العالمي له.

## التاريخ
هي قرية قديمة اسمها الأصلي شبر بلولة وأضيف لها كلمة السخاوية لأنها كانت تتبع لكورة سخا تمييزًا لها عن القرية الموجود في سمنود، ذكرها علي مبارك في كتابه الخطط التوفيقية باسم شبرى بلولة السخاوية حيث ذكر أنها قرية في مديرية الغربية بقسم محلة منوف، وأن بها مسجد ومهنة أهلها الزراعة.
أصلها من توابع مركز محلة منوف ثم نقلت إلى مركز قطور منذ إنشائها في عام 1947 ووردت ضمن قراه في تعداد 1960.

## السكان
بلغ عدد سكان شبرا بلولة السخاوية 13,073 نسمة حسب تقدير عام 2018.
| السنة  | 1882 | 1897 | 1907 | 1927 | 1947 | 1960 | 1976 | 1986 | 1996 | 2006  | 2018   |
| ------ | ---- | ---- | ---- | ---- | ---- | ---- | ---- | ---- | ---- | ----- | ------ |
| القرية | 906  | 3738 | 3970 | 3910 | 3445 | 4216 | 5575 | 7568 | 8019 | 9,572 | 13,073 |